# Carla Del Poggio
Carla Del Poggio (gebürtig Maria Luisa Attanasio; * 2. Dezember 1925 in Neapel; † 13. Oktober 2010 in Rom) war eine italienische Schauspielerin.

## Leben
Die fünfzehnjährige Sprachen- und Tanzstudentin wurde 1940 von Vittorio De Sica als Hauptdarstellerin für seinen Film Maddalena, ein Mädchen mit Pfiff ausgewählt. Danach schloss sie ihr Schauspielstudium am Centro Sperimentale di Cinematografia in Rom ab. Während des Krieges wirkte sie in weiteren Filmproduktionen mit.
Nach Kriegsende stieg sie zu einem der Stars des neorealistischen italienischen Kinos auf, besonders unter Regisseur Alberto Lattuada. In Federico Fellinis Regiedebüt Lichter des Varieté (Luci del varietà) übernahm sie die weibliche Hauptrolle.
1955 trat sie erstmals mit größerem Erfolg am Teatro San Ferdinando in Neapel auf. 1956 beendete sie ihre Filmkarriere und konzentrierte sich danach fast ausschließlich auf die Bühnenarbeit.
Carla Del Poggio starb 84-jährig im Oktober 2010. Sie war seit 1945 mit dem Regisseur Alberto Lattuada bis zu dessen Tod 2005 verheiratet.

## Filmografie (Auswahl)
- 1940: Maddalena, ein Mädchen mit Pfiff (Maddalena, zero in condotta)
- 1946: Bandito (Der Bandit) (Il bandito)
- 1947: Verlorene Jugend (Gioventù perduta)
- 1947: Tragische Jagd (Caccia tragica)
- 1948: Ohne Gnade (Senza pietà)
- 1949: Die Mühle am Po (Il mulino del Po)
- 1950: Lichter des Varieté (Luci del varietà)
- 1951: Undankbares Herz (Core 'ngrato)
- 1952: Es geschah Punkt 11 (Roma ore 11)
- 1952: Ewige Melodie (Melodie immortali)
- 1953: Das Fleisch ist schwach (Bufere)
- 1954: Cose da pazzi
- 1954: Bluthochzeit (Les révoltés de Lomanach)
- 1956: Der Narr und die Tänzerin (I girovaghi)